# Đài phun nước Terezka
Đài phun nước Terezka (tiếng Séc: Kašna Terezka) là một trong những đài phun nước nổi bật ở Praha, nằm gần cung điện Clam-Gallas ở trên đường Husova, Phố cổ Praha, Cộng hòa Séc. Công trình này có tên trong danh sách các di tích văn hóa của Cộng hòa Séc.

## Mô tả
Đài phun nước Terezka khắc họa hình ảnh của một cô gái trẻ xinh đẹp đang ngồi ôm hai chiếc bình nước. Chiếc bình nhỏ hơn có nước chảy ra trực tiếp nằm ở trong tay phải của cô gái, tượng trưng cho sông Vltava. Chiếc bình lớn hơn ở bên tay trái chảy ra một dòng nước tượng trưng cùng với năm ngôi sao. Năm ngôi sao này gợi nhớ về câu chuyện của vị Thánh tử đạo Jan Nepomucký và sông Vltava. Ngoài ra, đài phun nước này cũng gắn liền với một số câu chuyện và truyền thuyết ở Praha.

## Lịch sử
Tác giả thiết kế đài phun nước này là giám đốc đầu tiên của Học viện Hội họa Praha - Josef Bergler. Dựa theo bản thiết kế của Josef Bergler, nhà điêu khắc Václav Prachner đã hoàn thành công trình này vào năm 1818. Tên gọi Terezka của đài phun nước có lẽ được đặt theo tên của một trong những cô gái xinh đẹp đi lấy nước lúc bấy giờ.
Theo năm tháng, đài phun nước này đã bị hư hại và được sửa chữa lại nhiều lần. Hiện nay, bức tượng ở đài phun nước là một bản sao bằng đá sa thạch có từ năm 1953. Bức tượng gốc đang nằm trong bộ sưu tập của Phòng trưng bày Quốc gia Praha.